# BSG Turbine Probstzella
Die Betriebssportgemeinschaft Turbine Probstzella war eine deutsche Sportgemeinschaft, die von den 1950er Jahren bis 1990 in der thüringischen Gemeinde Probstzella existierte. Sie wurde hauptsächlich durch ihre Fußballmannschaft bekannt, die 1948/49 im Erstligabereich vertreten war.    

## Porträt
Nach dem Ende des Zweiten Weltkriegs wurden in der sowjetischen Besatzungszone (SBZ) alle Sportvereine dauerhaft verboten. Als Ersatz wurde die Bildung von lose organisierten Sportgemeinschaften (SG) gestattet, die zunächst nur im eng begrenzten lokalen Rahmen Sportwettkämpfe austragen durften. Eine solche Sportgemeinschaft entstand auch in Probstzella. Deren Fußballmannschaft gewann 1948 die Meisterschaft im Landkreis Saalfeld. Anschließend qualifizierte sich die SG für die 1948/49 erstmals ausgetragene Fußball-Landesklasse Thüringen zur Ermittlung des Thüringer Fußballmeisters. Zu dieser Zeit gehörte die Landesklasse zu den vier höchsten Fußball-Ligen in der SBZ. Unter acht Mannschaften in der Staffel 1 der Landesklasse belegten die Probstzellaer den letzten Platz und mussten absteigen. Unter dem Namen SG Fichte Probstzella stiegen die Fußballer auch aus der Bezirksklasse Thüringen ab. 
In den folgenden drei Spielzeiten mussten die Probstzellaer in der Kreisliga antreten, bevor 1953 der Wiederaufstieg in die Bezirksklasse Gera gelang. Zuvor war die SG Fichte in die Betriebssportgemeinschaft (BSG) Turbine Probstzella umgewandelt worden. Als Trägerbetrieb fungierte das örtliche Wärmekraftwerk. Die BSG konnte sich nur in der Saison 1953/54 in der Bezirksklasse halten, anschließend folgten drei weitere Jahre im Kreisbereich. In der Saison 1958 (Kalenderjahr-Spielzeit) versuchte es die BSG Turbine erneut, in der Bezirksklasse, die zu diesem Zeitpunkt nach Einführung der II. DDR-Liga nur fünftklassig war, Fuß zu fassen. Dies gelang nur zwei Jahre lang. 
1960 verfügte die BSG Turbine endlich über eine Fußballmannschaft, der es gelang, für einen längeren Zeitraum auf Bezirksebene mitspielen zu können. Zunächst gelang die Rückkehr in die Bezirksklasse, in der Saison 1961/62 (Rückkehr zur Sommer-Frühjahr-Saison) sogar der Aufstieg in die Bezirksliga. Die Probstzellaer hatten jedoch das Pech, dass nach Abschluss der Saison die Bezirksliga von zwei auf eine Staffel reduziert wurde. Platz neun unter zwölf Mannschaften reichte nicht für den Klassenerhalt. 
Ab 1963/64 war die Bezirksklasse nach Wegfall der II. DDR-Liga viertklassig, und der BSG Turbine gelang es, sich nun langfristig in die dieser Spielklasse zu etablieren. Erst nach der Saison 1981/82 musste wieder der Gang in die Kreisliga angetreten werden. 1983 und 1987 reichte es noch einmal für zwei bzw. eine Spielzeit für die Bezirksklasse, ab 1988 verblieb Turbine Probstzella bis zum Ende des DDR-Fußballspielbetriebes 1990 im Kreisbereich. Während ihrer gesamten Existenz war die BSG Turbine in ihren Möglichkeiten beschränkt, zum einen durch die geringe Einwohnerzahl des Ortes, die um 2500 schwankte, zum anderen durch die Tatsache, dass Probstzella innerhalb der 5-km-Sperrzone lag, die nur mit Sondergenehmigung betreten werden durfte. 
Nach der politischen Wende von 1989/90 wurde die Betriebssportgemeinschaft Turbine in den eingetragenen Verein Probstzellaer SV umgewandelt. 